# Orde de les Dames Nobles de la Reina Maria Lluïsa
El Reial Orde de Dames Nobles de la Reina Maria Lluïsa és un orde espanyol creat per Carles IV mitjançant un reial decret de 21 d'abril de 1792 a instàncies de la seva esposa Maria Lluïsa de Parma, perquè aquesta recompensés les dones nobles que es distingissin pels seus serveis o qualitats. Per tant, es tracta d'una distinció reservada únicament a dones.
Al llarg de la història, han obtingut aquesta distinció innombrables personalitats espanyoles i de fora d'Espanya i, malgrat que ha caigut en desús i hom la considera a efectes pràctics difunta, és encara una de les mercès que pot concedir la monarquia espanyola a dones destacades.

## Antecedents
El 1791 es va presentar un projecte d'orde de dames nobles per part de l'advocat i hidalgo José de Valluguera. Defensava la necessitat de distingir les dones aristòcrates de la resta de la societat, sobretot les que vestien igual que les nobles, fet que provocava confusió en la vida social i també en les representacions pictòriques. La idea va rebre l'aprovació dels reis, però no es va dur a terme, tot i que la reina Maria Lluïsa va encarregar un estudi detallat d'ordes europeus semblants, concretament l'orde de la Creu Estrellada d'Àustria i l'orde de Santa Caterina de Rússia.

## Creació
Amb l'arribada a la secretaria d'Estat del comte d'Aranda, aquest va modificar la idea original de Valluguera i va establir-la com una distinció cortesana suprema no apta per a tota l'aristocràcia, sinó que a l'orde només hi poguessin accedir les dones de la família reial, nobles amb grandesa d'Espanya i altra noblesa titulada.

La condecoració va ser establert per Carles IV d'Espanya per Reial Decret el 21 d'abril de 1792, teòricament en commemoració del naixement de l'infant Felip Maria de Borbó, mort en la infància. Una vegada la reina Maria Lluïsa va recuperar-se del part, es va instituir l'orde i es va constituir de seguida el capítol general i es van fer els primers nomenaments de comú acord entre la reina i el rei. Segons el decret, els motius de creació eren:
| « | (castellà) "Para que la reina, mi amada esposa, tenga un modo más de mostrar su benevolencia a las personas nobles de su sexo que se distinguieren por sus servicios, prendas y calidades, hemos acordado establecer y fundar una orden de damas nobles, cuya denominación sea Real orden de la reina María Luisa; y nombrarará la reina las damas que hayan de componerla." | (català) Perquè la reina, la meva estimada esposa, tingui una manera més de mostrar la seva benvolença a les persones nobles del seu sexe que es distingeixin pels seus serveis, atributs i qualitats, hem acordat establir i fundar un orde de dames nobles, la denominació de la qual sigui Reial orde de la reina Maria LLuïsa; i nomenarà la reina les dames que hagin de compondre-la." | » |

El decret fixa un total de trenta dames com a màxim, sense comptar els membres de la reial, i imposa un distintiu públic en forma de banda i l'assistència als capítols de l'orde, i altres deures per a les dames que en formen part. Es va establir com a patró i protector de l'orde a Sant Ferran.
Durant el primer any, van ingressar a l'orde 43 dones, onze de les quals eren membres de les diverses branques de la casa de Borbó, i també de la casa de Bragança. El 21 d'abril de 1792 van ser nomenades catorze dames de famílies aristocràtiques i el 17 de desembre una altra tongada de divuit dames. Quant a la seva composició, totes elles eren casades, normalment amb esposos que gaudien d'alguna dignitat com el Toisó d'Or o la Gran Creu de l'orde de Carles III.

## Història

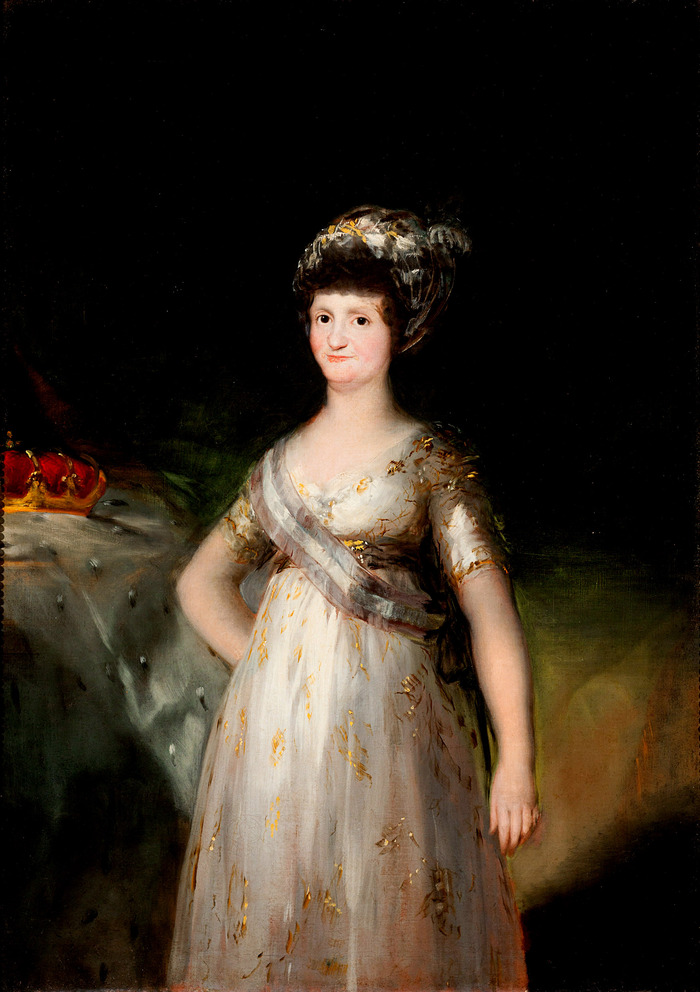
La reina Maria Lluïsa de Borbó-Parma, per Goya, lluint la banda de l'orde de color morat i blanca.

Ben aviat, l'orde es va estendre més enllà de la península, a les Índies i al virregnat de Nova Espanya. També es va començar a concedir a dames nobles de corts europees a partir de 1793; van ostentar-la, per exemple, membres de les famílies regnants de Parma, Brasil, Saxònia, Portugal, Nàpols, Sardenya, Àustria, entre d'altres. L'orde tenia molt de prestigi, tant que Napoleó Bonaparte va sol·licitar-la per a la seva esposa, l'emperadriu Josefina i la seva germana Carolina, duquessa de Berg. Habitualment, el nomenament de nous membres coincidia amb algun esdeveniment, com el naixement d'infants, casaments, o la signatura d'un pau, mentre que a les infantes espanyoles se les condecorava just després del bateig, al néixer o inclús abans.
El primer secretari i ministre de l'orde va ser l'intendent de l'exèrcit Miguel Bañuelos. La reina va aprovar estatuts per a l'orde el 15 de març de 1794 per regir l'orde, amb un total de quinze articles. El 29 de març de 1796 es va aprovar un decret pel qual es va concedir el tractament d'excel·lència a les dames de l'orde i, per extensió, als seus marits, i es van regular alguns aspectes sobre el cerimonial, a més que la secretaria passava a dependre de la de l'orde de Carles III, que es va fer efectiu a la mort de Bañuelos el 1800.
El 1808 va ser suprimida durant el govern napoleònic de Josep I d'Espanya, que en va crear una de nova de mèrit, l'Orde Reial d'Espanya, sense requisits nobiliaris o socials tant per a civils com militars. Restablerta el 1816 per Ferran VII, inicialment el rei va respectar la sobirania de la seva mare sobre l'orde, tanmateix, el 25 d'octubre de 1816 va disposar delegar les funcions de l'orde a la seva esposa, Maria Isabel de Bragança, en substitució de la reina Maria Lluïsa, que l'havia continuada des de l'exili.
Per Reial Resolució de 16 d'octubre de 1838, la reina governadora, Maria Cristina de Borbó, va establir uns requisits fiscals a les dames de l'orde consistent en l'ingrés de 3.000 rals de vellut a la tresoreria, a excepció de les princeses de sang reial i a les dames estrangeres, tot i que més tard també se'ls va imposar el pagament de 1.000 rals pels seus títols. A més, es va unificar la seva tresoreria amb la de l'orde de Carles III i es va prohibir el lliurament d'insígnies a les dones estrangeres sense mandat exprés del Ministeri d'Estat.
Durant el regnat d'Isabel II, el 8 d'octubre de 1851 es van regular les condicions exigides a qualsevol orde civil, i es van legislar normes de proposta, concessió i classes de condecoració segons la categoria dels sol·licitants. L'article setè del decret va fer extensius els requisits de l'orde de Carles III a l'orde de dames nobles de la reina Maria Lluïsa. Amb el destronament de la reina Isabel II, el regent d'Espanya, el general Francisco Serrano, va modificar la denominació de l'orde i la va anomenar Orde de les Dames Nobles d'Espanya.

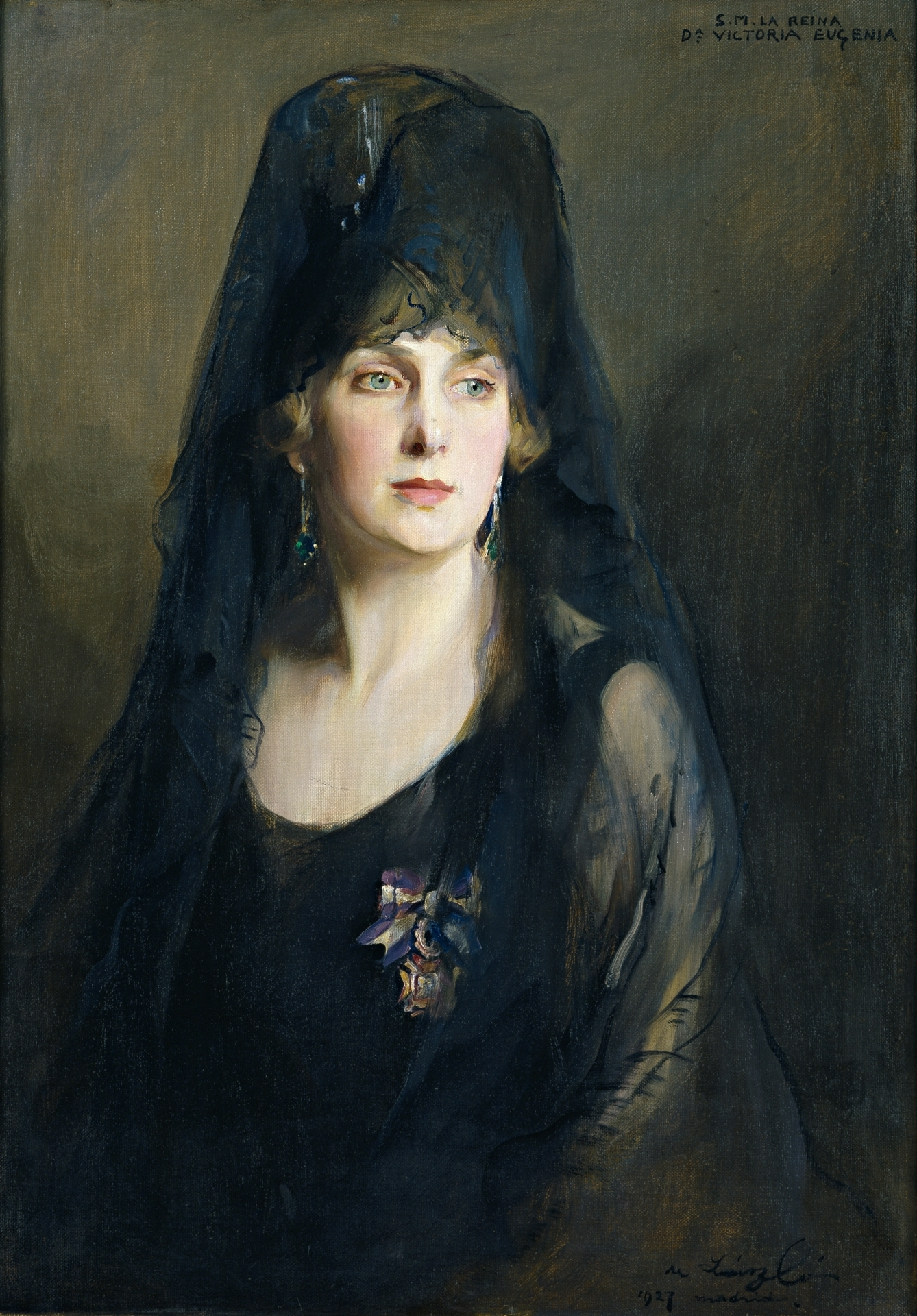
La reina Victòria Eugènia de Battenberg, en un retrat obra László de 1927, lluint el llaç amb la insígnia.

Durant la Primera República va ser suprimida el 29 de març de 1873 per les Corts, juntament amb l'orde de Carles III i la d'Isabel la Catòlica. Va ser restablerta durant la Restauració per Alfons XII, que va delegar en la seva esposa les facultats relatives a les recepcions i cerimònies. Val a dir que a l'orde de dames ser li va donar la mateixa preeminència que a les grans creus de l'orde de Carles III. A més, es va instituir el 28 de novembre de 1878, d'acord amb el desig de la reina Maria de la Mercè, l'ús de la creu de l'orde pendent d'un llaç amb els colors de la banda, col·locat al costat esquerre del pit, en els actes i solemnitats on calgués anar vestida d'alta etiqueta, per tal de distingir les dames nobles i evitar possibles confusions, sempre que la importància de l'acte no requerís l'ús de la banda.
L'orde va ser abolida, sense ser esmentada expressament, amb el decret de 24 de juliol de 1931, durant la Segona República. Va ser mantinguda a l'exili per Alfons XIII i el seu fill, Joan de Borbó i Battenberg, que van atorgar diverses bandes a dones de la seva família. Joan de Borbó va concedir-la, per exemple, a les seves filles, les infantes Pilar i Margarida en complir els divuit anys. També la seva nora, Sofia de Grècia, va ser condecorada amb la insígnia amb motiu del seu matrimoni amb Joan Carles de Borbó el 1962. De fet, la reina va lluir la insígnia de l'orde de les dames nobles en la cerimònia de proclamació del seu espòs com a rei d'Espanya el 22 de novembre de 1975.

### Actualitat
L'orde de dames és una de les condecoracions vigents a Espanya, però s'ha deixat de concedir i es considera que té una escassa rellevància. Hom considera, fins i tot, que l'orde està en vies d'extinció. Teòricament, les úniques persones que actualment en formen part són Sofia de Grècia, la infanta Margarida de Borbó i, tècnicament, Letícia Ortiz, l'actual reina d'Espanya.
A nivell jurídic forma part de l'anomenat dret premial espanyol, juntament amb altres ordes i condecoracions. A efectes pràctics, el rei d'Espanya n'és el cap, i continua sent l'única dels ordes civils i militars, que a diferència de la resta, que abans admetien homes i es van obrir a les dones, s'ha mantingut estrictament femenina sense cap mena de reforma. Amb tot no disposa de cap mena d'ingrés, i tampoc s'ha renovat, perquè continua mantenint els mateixos estatuts que el 1794, hom afirma que per desatenció de la monarquia i del poder legislatiu. Amb tot, per la seva antiguitat, és de les primeres en l'orde de prelació entre els ordes civils i militars.

## Funcionament
L'orde va ser definida com una institució premial estrictament femenina. El nomenament de les dames era prerrogativa exclusiva de la reina, que tenia la consideració de gran mestra de l'orde. De fet, la reina tenia la capacitat d'adoptar totes les mesures que considerés oportunes per a l'orde i l'elecció dels seus membres, i de fet és la que estableix els estatuts de 1794.
En total, l'orde podia tenir com a màxim trenta membres, totes elles dames nobles d'acord amb el decret de creació, sense comptar els membres de la família reial espanyola. Les dames tenien l'obligació de visitar hospitals i asils de dones i la celebració de misses en sufragi de les ànimes de les dames nobles de l'orde que morissin. El reial decret també els imposava el distintiu de la banda i la insígnia, que havien dur en actes protocol·laris o d'etiqueta. Al llarg de l'any, se celebraven dos capítols de l'orde al Palau Reial, presidits per la reina, als quals havien d'assistir les dames, un el dia de Sant Ferran, patró de l'orde, i l'altre el dia de Sant Lluís.
Inicialment, l'orde disposava de secretari privatiu i ministre únic, però ben aviat va dependre de la secretaria de l'orde de Carles III, i el 1838 també es va unificar la seva tresoreria amb la d'aquest orde.

### Cerimonial d'accés
Després de designar-se la persona agraciada per rebre la banda, la reina destinava una dama que havia de servir de padrina de la propera dama de l'orde. La padrina sortia a buscar-la i la introduïa a la sala en presència de la reina i gran mestra de l'orde, posant-la a la seva dreta, i llavors totes tres intercanviaven cortesies. En entrar, al mig de la sala i al apropar-se a la reina, s'agenollava i la reina li preguntava si desitjava ser rebuda a l'orde de Dames Nobles, pregunta a la qual l'aspirant responia afirmativament. A continuació, la reina preguntava si estava assabentada dels estats i estava disposada a complir-los. Un cop contestada la pregunta afirmativament, se li posava la banda i se li donava la benvinguda a l'orde. L'aspirant besava la mà de la reina i d'altres persones de la reialesa que hi hagués a la sala, i abraçava la resta de dames, començant per la de més de la dreta i finalment s'asseia. En tot moment anava acompanyada de la padrina. El secretari era present per donar fe de l'acte.
Les dones agraciades amb aquesta distinció la rebien en una cerimònia d'investidura oficial descrita en els estatuts, que transcorria a les habitacions privades de la reina en el Palau Reial, però que en cas de malaltia o impediment greu podien rebre-la als seus propis domicilis, lliurada per algun representant de la reina.

## Distintiu

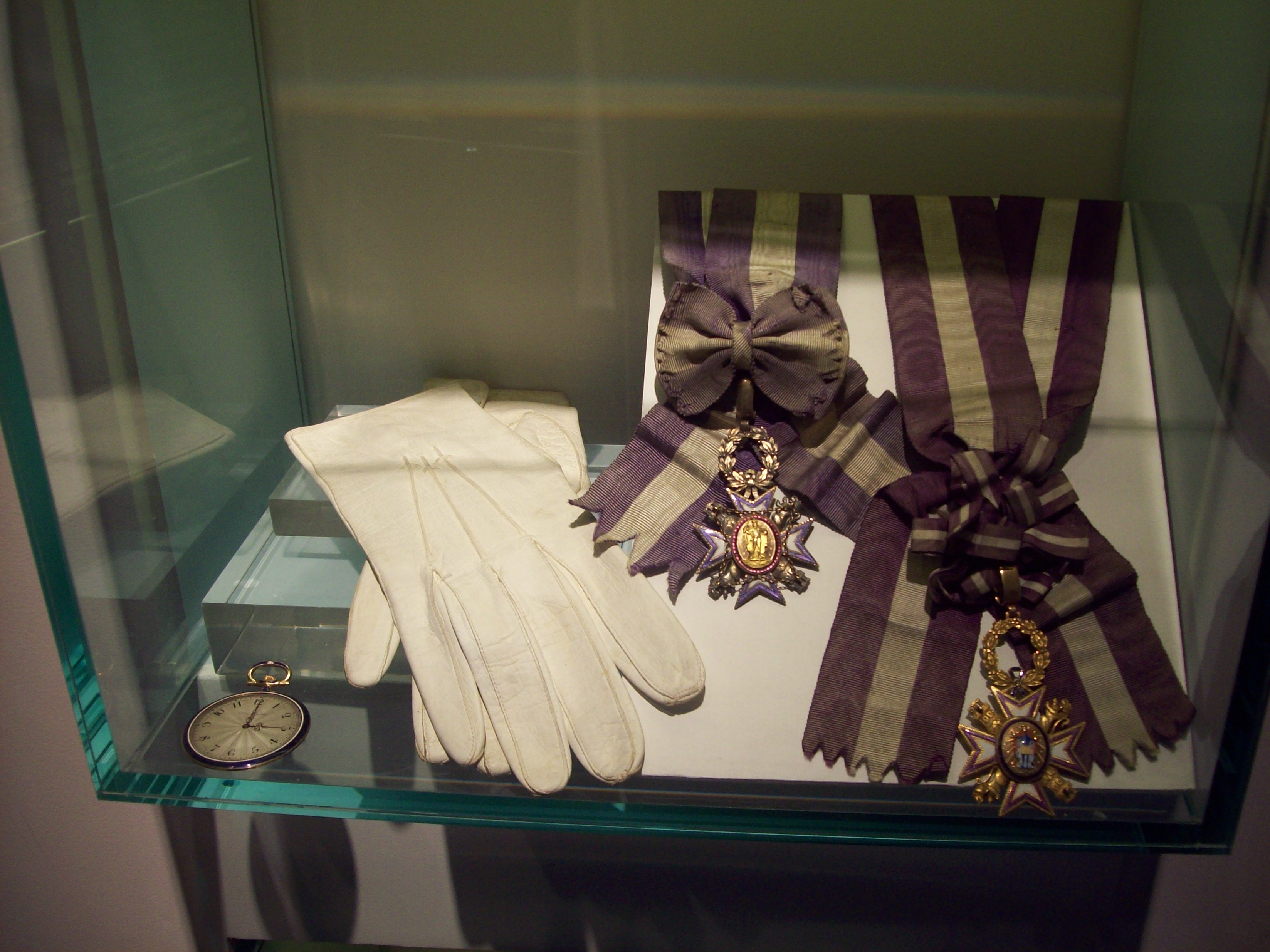
Les insígnies de l'orde, en banda i llaç, atorgades a Josefa Julia Bouquet, primera dama argentina i esposa del president José Figueroa Alcorta, amb motiu del centenari de la independència de l'Argentina.

El distintiu de l'orde és una banda de moaré de seda i cotó, de color morat a les bandes exteriors i una franja longitudinal de color blanc al centre. La seva amplària és la meitat que la de les bandes dels ordes masculines.
La banda té una insígnia pendent composta per una creu de vuit puntes d'or i esmalt. Els cantons exteriors dels braços de la creu estan esmaltats i el camp interior és de color blanc. Al centre hi ha un oval d'esmalt blanc, cantonat també de morat i amb l'efígie de Ferran III de Castella, sant protector de l'orde, al centre; al seu revers, l'oval està esmaltat de blanc i es pot veure el monograma de la reina Maria Lluïsa i la inscripció en lletres daurades «Real Orden de la reina María Luisa». Entre els braços de la creu hi ha castells i lleons de manera alterna, units per una petita cadena. La creu està coronada a la part superior per una corona de llorer, que penja de la cinta morada i blanca.
Al principi s'imposava l'obligació d'ostentar quotidianament aquesta banda amb la seva venera, com a pública mostra del gran honor que els ha estat concedit per la reina. No obstant això, Alfons XII, pel seu Reial decret de 28 de novembre de 1878, va declarar que les Dames Nobles podrien usar sobre el costat esquerre del pit, la Creu de l'Orde penjant d'un llaç de cinta igual a la Banda, amb vestit alt i encara amb un altre de major etiqueta, sempre que l'acte no requereixi per la seva importància l'ús de la banda en la forma prescrita en els estatuts de l'Orde.
Les insígnies i la banda eren propietat de l'orde, el seu atorgament es feia en règim d'usdefruit i aquestes retornaven a l'orde en el moment de la defunció de l'agraciada. Tanmateix, hi ha constància que després del destronament d'Isabel II en 1868 les famílies de les dames nobles es van negar a retornar les insígnies a les noves autoritats per lleialtat a la monarquia.